# Great Northern Railway (Hoa Kỳ)

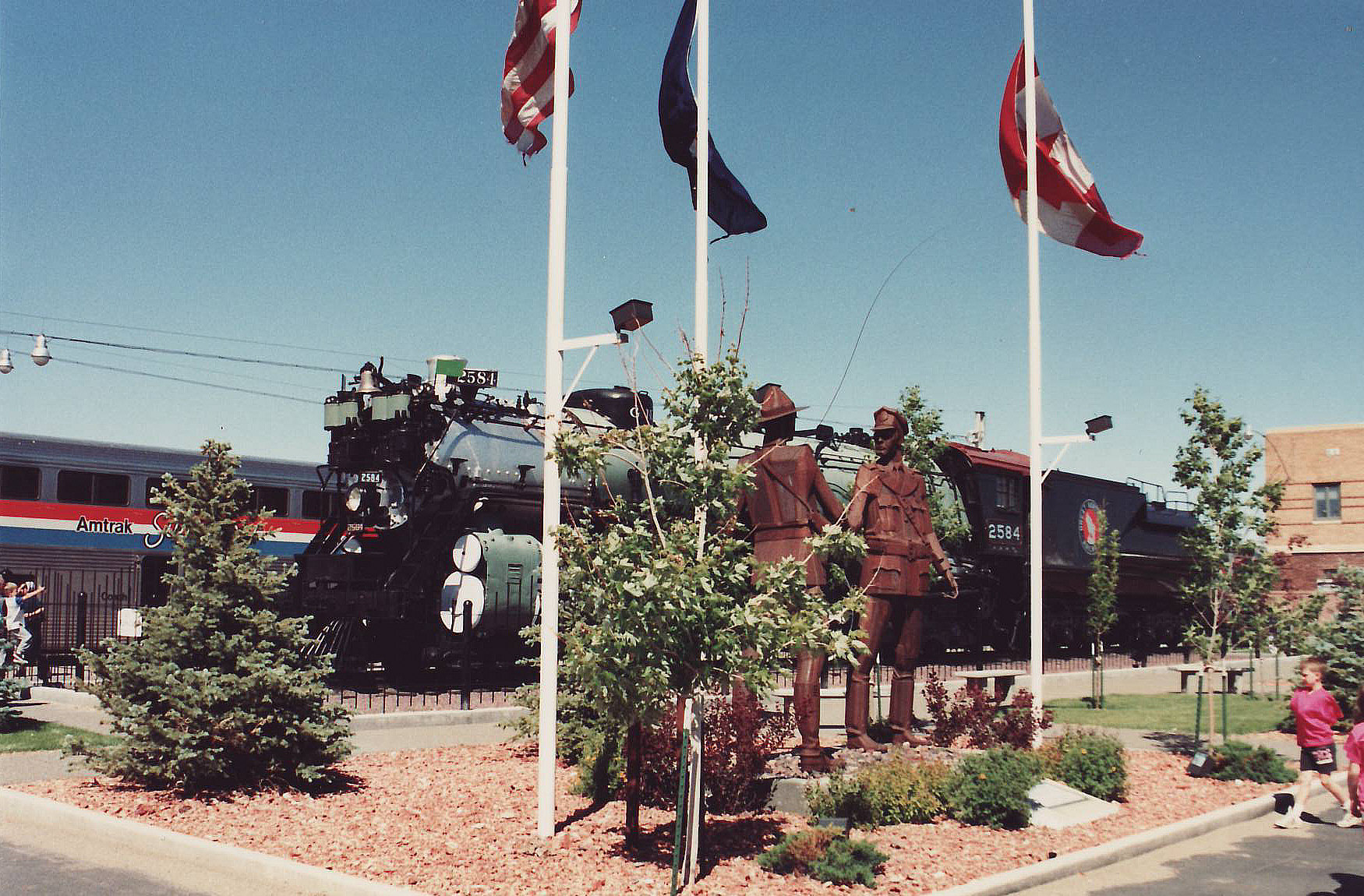
Đầu máy hơi nước GN 4-8-4 S-2, lớp đầu máy #2584 và tác phẩm điêu khắc gần đó thể hiện tình "Hữu nghị Mỹ–Canada" ở Havre, Montana.

Great Northern Railway (Hoa Kỳ), hay Tuyến đường sắt lớn phía Bắc (viết tắt tuyến đường sắt GN) là tuyến đường sắt chạy từ Saint Paul, Minnesota tới thành phố Seattle, Washington với chiều dài hơn 1.700 dặm (2.736 km). Đây được coi là sự sáng tạo của ông trùm đường sắt James J. Hill vào thế kỷ 19 và tạo ra sự phát triển khắp các khu vực từ Saint Paul tới bờ biển Thái Bình Dương. Các tuyến đường GN là tuyến đường sắt xuyên lục địa cực Bắc tại Hoa Kỳ. Nó được hoàn thành vào ngày 06 tháng 1 năm 1893, tại Suối nước nóng, Washington.
GN là tuyến đường sắt được tài trợ bởi tư nhân và xây dựng thành công tuyến đường sắt xuyên lục địa chỉ trong khoảng thời gian ngắn. Đất của liên bang không được tài trợ và sử dụng trong quá trình xây dựng nó, không giống như tất cả các tuyến đường sắt xuyên lục địa khác; theo Hill, đường sắt của ông được xây dựng "mà không có bất kỳ viện trợ nào của chính phủ, thậm chí là việc bảo vệ công trình, thông qua hàng trăm dặm đất công, được trả bằng tiền mặt". Do đó, nó là một trong số ít các tuyến đường sắt xuyên lục địa không bị tiếp quản sau cuộc khủng hoảng kinh tế năm 1983.
Tuyến đường sắt GN đã từng là nạn nhân của các trận tuyết lở nguy hiểm nhất trong lịch sử Hoa Kỳ, tại địa điểm mà ngày nay là thành phố bây giờ không tồn tại của Wellington, Washington (tên trước kia là Tye, Washington đã được đổi do thiên tai).
Tính tới cuối năm 1967, hoạt động của GN đạt 8282 dặm đường, không tính hai công ty con là PT & CR (3 dặm) và PC (32 dặm)